# Schloss Lebusa

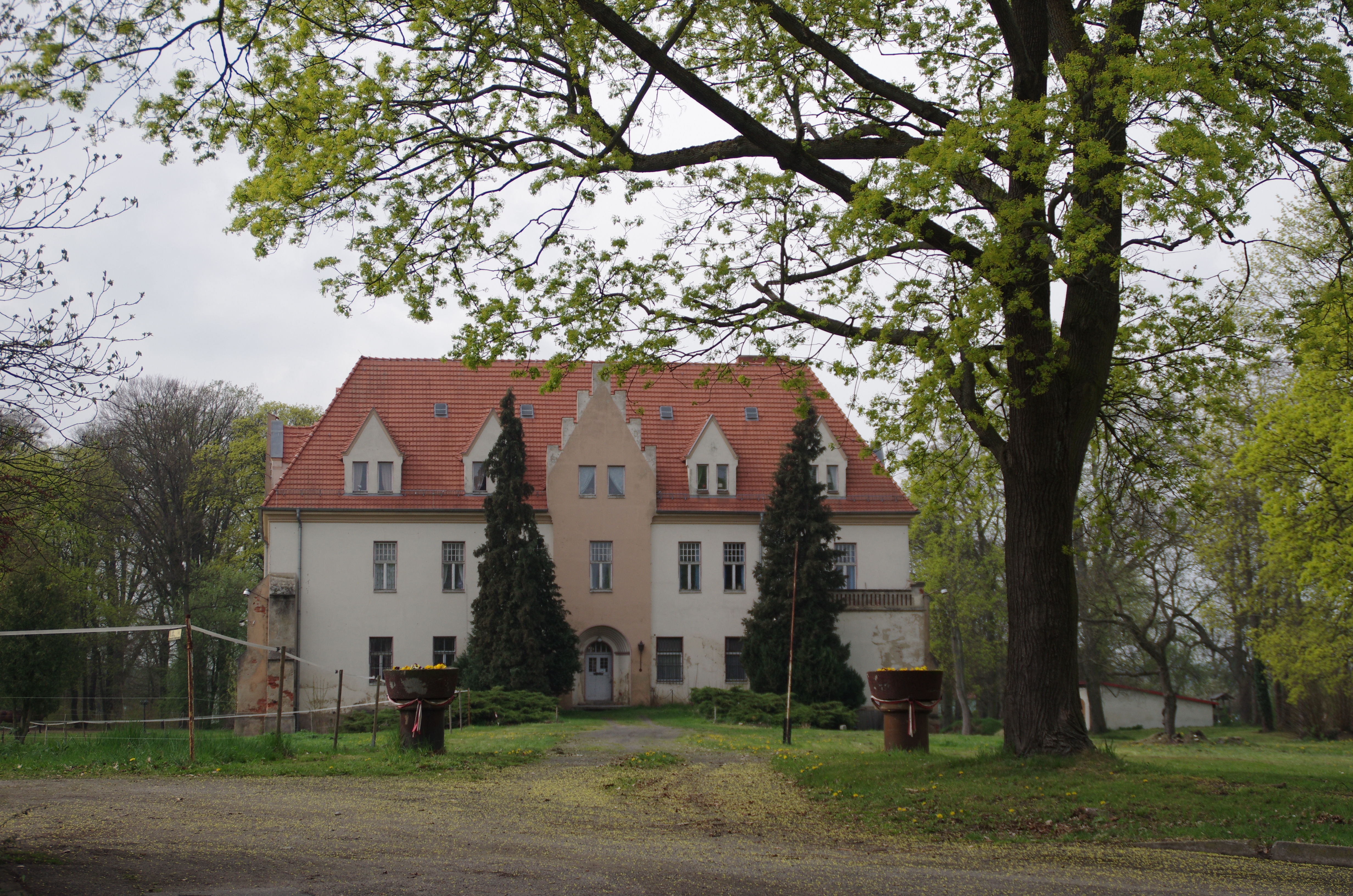
Die östliche Seite des Schlosses mit der Zufahrt

Das Schloss Lebusa ist ein Schloss in dem brandenburgischen Ort Lebusa im Landkreis Elbe-Elster. Zu dem Schloss gehört ein Park, beide stehen unter Denkmalschutz.

## Das Schloss
Im 16. Jahrhundert stand an der Stelle des heutigen Herrenhauses bereits eine Wasserburg. Besitzer dieser Wasserburg war die Familie von Löser, die hier von 1509 bis 1680 ihren Wohnsitz hatten. Moritz Friedrich von Milckau, ein General von August den Starken, besaß das Schloss in Lebusa und lebte mit seiner Familie auch hier. Vor dem heutigen Bau stand ein Haus von Constantin von Bodenhausen. Auf den Grundmauern dieses Baus entstand bis 1856 das heutige Herrenhaus. Das Schloss brannte im Jahr 1908 ab. Es wurde 1910 verändert wieder aufgebaut. Bei diesem Wiederaufbau wurden das Dach verändert, die Ausstattung im Inneren wurde neu aufgebaut. Bauherr war der Politiker und Grundbesitzer auf Lebusa und Striesa Julius von Bodenhausen. Bodenhausen war vielfältig politisch und gesellschaftlich aktiv, wurde königlich preußischer Kammerherr, Landrat a. D., Oberleutnant a. D. und Rechtsritter des Johanniterordens.
Das Schloss steht am Dorfrand in der Nähe der Dorfkirche Lebusa, diese befindet sich nordöstlich vom Schloss. Die Zufahrt zum Schloss ist östlich, westlich befindet sich der Schlosspark. Im Süden des Schlosses befindet sich ein Wirtschaftshof.
Das Herrenhaus ist eine zweigeschossige Vierflügelanlage mit einem Innenhof, die Flügel stehen nicht rechtwinklig zueinander. Von der Zufahrt aus kommt man zum Haupteingang, die Tür ist rundbogig, die Fensterachse mit dem Eingang ist farblich hervorgehoben. Auf der Parkseite befindet sich links ein runder Eckturm und rechts ein Zinnengiebel. Links vom Zinnengiebel befindet sich ein Altan, unter dem Altan ein Eingang mit einer Freitreppe. Auf dem Dach befinden sich Dachhäuser mit spitzen Giebeln. Unter den Flügeln der Anlage befinden sich mit Ausnahmen Keller. Hier zeigen Mauerfundamente auf eine alte Bausubstanz.
Zum alten Herrensitz gehörten Anfang der 1920er Jahre unter anderem das Rittergut Lebusa mit 876 ha, Rittergut Striesa mit 638 ha sowie so genanntes Lebuser Rittergutsland in den Ortschaften Schöna, Körba, Striesa, Knippelsdorf und sächsisch Wiepersdorf. Die Flächen waren sämtlich verpachtet. 1945 wurden Schloss- und Landbesitz enteignet und als volkseigener Betrieb geführt. 1989 ging es in die Verwaltung der Treuhand über. Im September 1998 hat es die Familie v. Erichsen erworben und nutzt es seitdem als Privatwohnsitz.

## Der Park

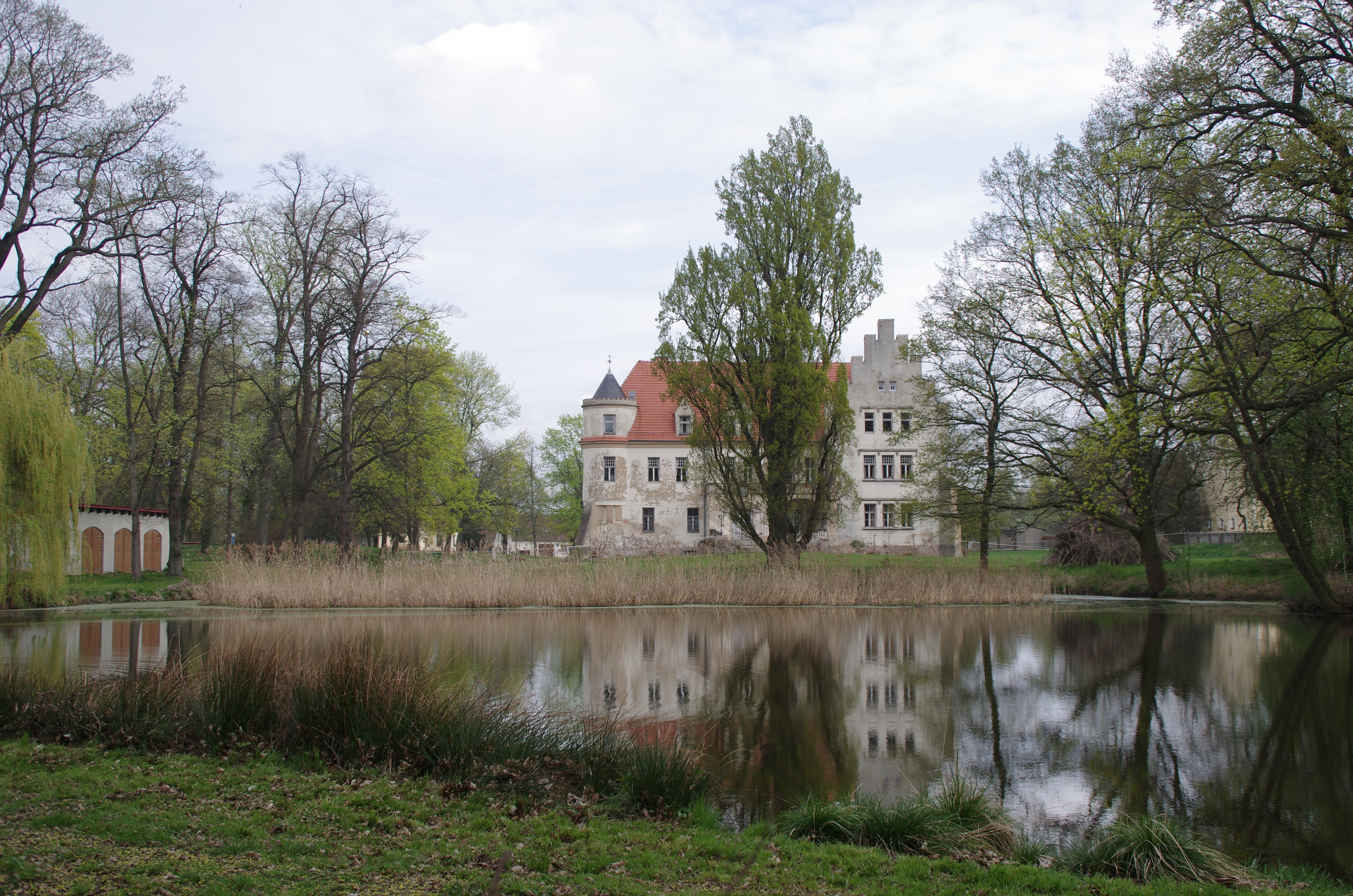
Die westliche Seite des Schlosses mit Park und dem Teich

Im Jahre 1657 wird für den Park ein Baumgärtner genannt. Wohl ab 1682 wurde ein Park im Stil der Renaissance angelegt. 1704 legte Moritz Friedrich von Milckau einen barocken Garten an. In der zweiten Hälfte des 18. Jahrhunderts wurde eine Orangerie angelegt, diese wurde 1829 aufgelöst. Durch den Freiherrn Hans Julius von Bodenhausen, er besaß Lebusa ab 1869, wurde der Park vollständig umgebaut. Bei dieser Umgestaltung wurde der Schlossgraben verfüllt, der Teich im Westen des Schlosses wurde natürlicher gestaltet. Weiter wurden Parkwege angelegt, Nebengebäude des Schlosses abgerissen und die Schlossmauer bis auf den nördlichen Teil entfernt. In den 1950er Jahren wurde ein Weg zum Schloss angelegt und Hecken wurden im Bereich des Schlosses angelegt. Trotzdem ist der Charakter des Parks aus der zweiten Hälfte des 19. Jahrhunderts erhalten geblieben. Im Park ist ein Bestand von alten Bäumen erhalten geblieben.